# SM i ekonomi
Svenska mästerskapen i ekonomi är en mästerskapstävling och en konferens för ekonomistudenter, grundad av Sveriges Ekonomföreningars Riksorganisation (S.E.R.O.), som varje år arrangeras av olika lärosäten. S.E.R.O. är än idag huvudman för SM i ekonomi. Den första tävlingen med tillhörande konferens arrangerades 1987 med studenter från Växjö universitet som vinnare av tävlingen.
Varje högskola och universitet som undervisar i ekonomi har möjlighet att tävla i SM i ekonomi och i början av mars samordnar det arrangerande lärosätet de lokala uttagningarna. Det vinnande laget från varje lärosäte välkomnas till finalen under SM-helgen för att göra upp om titeln svenska mästare i ekonomi samt en summa pengar. Syftet med SM i ekonomi är att sprida intresse för och motivera till studier inom nationalekonomi och företagsekonomi.
Flest antal vinster sedan starten 1987 innehar Handelshögskolan i Stockholm med totalt 14 vinster, följt av Uppsala universitet med 6 vinster och Handelshögskolan vid Göteborgs universitet med 5 vinster.

## SM i ekonomi 2010
Den 6 maj till den 9 maj 2010 arrangerades SM i ekonomi av KarlEkon och Emmaföreningen vid Karlstads universitet. Temat för SM i ekonomi 2010 var Meeting Asia. Temat lade stort fokus på den asiatiska påverkan på vardagen och ekonomin. Bland föreläsarna fanns Stefan Holm, Fredrik Härén, Peter Bodin, Disa Hammar, Peter Östberg och Benny Johansson.

## SM i ekonomi 2009
Den 7 maj till den 10 maj 2009 arrangerades SM i ekonomi av Gavlecon vid Högskolan i Gävle.

## SM i ekonomi 2008
I maj 2008 arrangerades SM i ekonomi av föreningen Sesam vid Örebro universitet under temat Karriär Genom Egna Initiativ. Handelshögskolan i Stockholm vann finalen knappt, närmast före Handelshögskolan vid Göteborgs universitet. Bland föreläsarna fanns Fraser Doherty och Joakim Alkman.

## SM i ekonomi 2007
Mellan 10 maj och 13 maj 2007 arrangerades SM i ekonomi av Föreningen Ekonomerna vid Stockholms universitet. Temat för SM i ekonomi 2007 var Going Global. Temat lade fokus på hur viktigt det är för dagens svenska ekonomstudenter att skaffa sig en internationellt slagkraftig utbildning för att kunna hävda sig på den internationella marknaden. Fokus låg på de framgångsrecept som får företag och akademiker från ”lilla” Sverige att lyckas växa till globala proportioner.

## Tidigare SM i ekonomi
| År   | Arrangör                                              | Vinnare                      |
| ---- | ----------------------------------------------------- | ---------------------------- |
| 2025 | Visekon vid Uppsala Universitet (Campus Gotland)      | Handelshögskolan i Göteborg  |
| 2024 | Eurekha vid Halmstad Universitet                      | Handelshögskolan i Göteborg  |
| 2023 | KarlEkon vid Karlstad Universitet                     | Uppsala universitet          |
| 2022 | Sesam vid Örebro Universitet                          | Handelshögskolan i Stockholm |
| 2021 | Sesam vid Örebro Universitet                          | Handelshögskolan i Stockholm |
| 2020 | SÖFRE vid Södertörns högskola                         | Linköpings universitet       |
| 2019 | HHGS vid Handelshögskolan vid Göteborgs universitet   | Handelshögskolan i Göteborg  |
| 2018 | KarlEkon vid Karlstads universitet                    | Handelshögskolan i Stockholm |
| 2017 | Ekonomsektionen vid Luleå tekniska universitet        | Linköpings universitet       |
| 2016 | Gavlecon vid Högskolan i Gävle                        | Linköpings universitet       |
| 2015 | SÖFRE vid Södertörns högskola                         | Uppsala universitet          |
| 2014 | Sesam vid Örebro Universitet                          | Handelshögskolan i Stockholm |
| 2013 | Eurekha vid Högskolan i Halmstad                      | Handelshögskolan i Stockholm |
| 2012 | Kalmar ESS vid Linnéuniversitetet                     | Handelshögskolan i Göteborg  |
| 2011 | HHGS vid Handelshögskolan Göteborg                    | Handelshögskolan i Stockholm |
| 2010 | KarlEkon och Emmaföreningen vid Karlstads universitet | Handelshögskolan i Göteborg  |
| 2009 | Gavlecon vid Högskolan i Gävle                        | Handelshögskolan i Umeå      |
| 2008 | Sesam vid Örebro universitet                          | Handelshögskolan i Stockholm |
| 2007 | Föreningen Ekonomerna vid Stockholms universitet      | Handelshögskolan i Göteborg  |
| 2006 | Lundaekonomerna vid Lunds universitet                 | Handelshögskolan i Stockholm |
| 2005 | Föreningen Uppsalaekonomerna                          | Uppsala universitet          |
| 2004 | ELIN vid Linköpings universitet                       | Handelshögskolan i Stockholm |
| 2003 | HHUS vid Handelshögskolan i Umeå                      | Handelshögskolan i Göteborg  |
| 2002 | EHVS vid Växjö universitet                            | Handelshögskolan i Stockholm |
| 2001 | HHGS vid Handelshögskolan i Göteborg                  | Uppsala universitet          |
| 2000 | ELIN vid Linköpings universitet                       | Växjö universitet            |
| 1999 | Föreningen Uppsalaekonomerna                          | Uppsala universitet          |
| 1998 | HHSS vid Handelshögskolan i Stockholm                 | Handelshögskolan i Stockholm |
| 1997 | Föreningen Ekonomerna vid Stockholms universitet      | Lunds universitet            |
| 1996 | -                                                     | Lunds universitet            |
| 1995 | ELIN vid Linköpings universitet                       | Växjö universitet            |
| 1994 | KarlEkon vid Karlstads universitet                    | Handelshögskolan i Stockholm |
| 1993 | HHSS vid Handelshögskolan i Stockholm                 | Handelshögskolan i Stockholm |
| 1992 | Föreningen Ekonomerna vid Stockholms universitet      | Stockholms universitet       |
| 1991 | Ekonomsektionen vid Luleå tekniska universitet        | Stockholms universitet       |
| 1990 | Uppekon vid Uppsala universitet                       | Uppsala universitet          |
| 1989 | ELIN vid Linköpings universitet                       | Handelshögskolan i Stockholm |
| 1988 | Umekon vid Umeå universitet                           | Handelshögskolan i Umeå      |
| 1987 | Växekon vid Växjö universitet                         | Växjö universitet            |